# Quoile River
Quoile River är ett vattendrag i Storbritannien.   Det ligger i distriktet Newry, Mourne and Down och riksdelen Nordirland, i den västra delen av landet, 500 km nordväst om huvudstaden London.